# Fuga dal call center
(Tagline del film)
Fuga dal call center è un film del 2009 diretto da Federico Rizzo.
Il film, presentato in anteprima il 30 novembre 2008 al Filmmaker Doc di Milano, è una commedia che racconta i problemi di vita precaria di una giovane coppia che ha terminato i propri studi.

## Trama
Il film racconta la vita e le vicende sentimentali di Gianfranco, giovane precario appena laureato con lode in vulcanologia, che però finisce a lavorare in un call center. Nel frattempo, la fidanzata Marzia è costretta a lavorare come centralinista in un telefono erotico per mantenersi agli studi, e sostenere le spese della convivenza con Gianfranco. Il contrasto tra le aspettative e la realtà di una vita cara e piena di spese finisce per ripercuotersi sul loro rapporto.

## Produzione
La lavorazione del film ebbe inizio nel 2007, partendo da una lunga inchiesta documentaristica in giro per l'Italia con la raccolta delle testimonianze dei lavoratori nei call center. Alcune di queste testimonianze vengono inoltre proposte all'interno del film. Il regista, all'inizio del suo percorso cinematografico ha realmente lavorato per tre anni nei call center.

## Personaggi
- Angelo Pisani - Gianfranco Coldrin

È il protagonista del film. Neolaureato in vulcanologia con lode finisce «con quel popò di laurea» (citazione tratta dal film fatta dal Professore universitario) a lavorare nel call center Hipertesis. Successivamente, vista la paga striminzita, si trova costretto poi anche a fare le pulizie in casa di una famiglia di filippini.
- Isabella Tabarini - Marzia

È la fidanzata di Gianfranco. Studia per diventare giornalista, ed aiuta a far quadrare i conti di casa lavorando di giorno come cameriera, e la sera in un call center erotico. Emblematica la frase detta a Gianfranco dopo aver finito di fare i conti delle spese di fine mese: "Gianfranco i conti non tornano!"
- Paolo Pierobon - Geometra Palma

È il responsabile dei colloqui per l'assunzione al call center Iperthesis. Quello del geometra Palma è un vero e proprio interrogatorio (surreale) nei confronti del povero Gianfranco. Deve decidere se la sua laurea con lode in vulcanologia può essere idonea a svolgere le indagini di mercato presso il call center.
"con sarcasmo sociopolitico ferocissimo Rizzo ci fa scendere nei primi gironi danteschi dell'Inferno del lavoro negato. Il cinismo di Pierobon unito al monologo del dottore (Tatti Sanguineti, bravo come attore almeno quanto lo è come critico), come il manifesto programmatico mai confessato dei nuovi padroni e dei loro kapò". Boris Sollazzo - Liberazione
- Tatti Sanguineti - Psicologo aziendale

Non pienamente soddisfatto del colloquio, il geometra Palma decide di sottoporre Gianfranco a un ulteriore colloquio con lo psicologo. La cosa inizia a turbare Gianfranco che si ritrova davanti un personaggio alquanto stralunato. Iniziano così una serie di bizzarre domande da parte dello psicologo che mettono nuovamente a dura prova Gianfranco. Memorabile la frase conclusiva: "Un tempo avevamo il servizio militare, la naja. Oggi un annetto al call center le farà bene giovanotto".
Da notare come la scena dello psicologo sia un evidente omaggio fatto dal regista al film Il posto di Ermanno Olmi.
"La verità, come spiega lo spampanato psicologo aziendale al confuso Gianfranco, è che la gavetta del precariato - soprattutto alle cuffie di un call center - di fatto si è sostituita al buco nero della naja, anche come parentesi irrazionale e priva di costrutto nella vita dei giovani". Rocco Moccagatta - duellanti
- Natalino Balasso - L'istruttore

È il bizzarro motivatore di gruppo. Ha il compito di istruire Gianfranco e tutti i nuovi arrivati all'Iperthesis affinché, con tecniche di persuasione alquanto insolite, riescano a portare a termine il maggior numero di sondaggi telefonici.
- Luis Molteni - Professore universitario

È il professore di Gianfranco. Dopo la laurea Gianfranco torna dal suo professore per chiedergli un aiuto e per capire come mai sia così difficile trovare un lavoro dopo tanti anni di studio. Ma è proprio lo stesso professore a domandargli a sua volta come non riesca a trovare un lavoro con quel popò di laurea, finendo poi con una interminabile risata tanto ironica quanto cinica.
- Debora Villa - Kelly

Lavora al call center Iperthesis insieme a Gianfranco. È lei che da una mano a Gianfranco nel momento più difficile del suo rapporto con Marzia.
- Peppe Voltarelli - Guardia antitaccheggio

È la guardia che si occupa di fermare chi prova a rubare merce all'interno del suo supermercato.
Marzia, visto che i conti non tornano, decide che una soluzione potrebbe essere quella di rubare al supermercato. Viene subito colta in flagranza di reato dalla guardia antitaccheggio. Da quel momento ha inizio uno vari dei momenti divertenti del film in cui la guardia, presa da compassione, si trova costretta ad aiutare Marzia proprio nell'utilizzo della merce rubata nei modi più assurdi e improbabili.

## Colonna sonora
La colonna sonora del film contiene i seguenti brani:
1. Eroe (storia di Luigi delle Bicocche) (Caparezza)
2. La tatuata bella (Tre Allegri Ragazzi Morti)
3. Piccolo borghese (Tre Allegri Ragazzi Morti)
4. Distratto ma però (Peppe Voltarelli)
5. L'anima è vulata (Peppe Voltarelli)
6. Per combattere l'acne (Le luci della centrale elettrica)

## Riconoscimenti
- 2009 - Sguardi di cinema italiano
  - Miglior film
- 2009 - Clorofilla Film Festival
  - Miglior film
  - Miglior attore protagonista
- 2009 - Mantova Film Festival
  - Miglior film
- 2009 - Lodi Città Film Festival
  - Miglior film
- 2010 - Premio Agave di Cristallo
  - Miglior film italiano per la qualità dei dialoghi